# عارض (فلسفة)
العارض للشيء ما يكون محمولاً عليه خارجاً عنه، والعارض أعم من العرض، إذ يقال للجوهر عارض كالصورة تعرض على الهيولى، ولا يقال له عرض.